# Peter Stein Larsen
Peter Stein Larsen (født 11. november 1959 i Aarhus) er en dansk forfatter, litteraturkritiker og professor i nordisk litteratur ved Aalborg Universitet, der i sin forskning og formidling beskæftiger sig indgående med den lyriske genre.

## Baggrund og uddannelse
Peter Stein Larsen er søn af litteraturkritikeren Finn Stein Larsen (1929 - 2013). og bror til journalisten og forfatteren Jesper Stein. Peter Stein Larsen blev cand.phil. i dansk fra Aarhus Universitet i 1986 og mag.art. i nordisk litteratur fra Københavns Universitet i 1990. Han blev i 1999 ph.d. på afhandlingen Poetologiske problemkredse med udgangspunkt dansk lyrik efter 1980 og i 2010 dr.phil. på afhandlingen Drømme og dialoger. To poetiske traditioner omkring 2000, begge ved Aalborg Universitet. 

## Karriere
Peter Stein Larsen blev i 1999 adjunkt på Aalborg Universitet og var fra 2002-2011 lektor sammesteds.  Han har været gæsteforsker ved Cornell University i 1998, University of California, Irvine i 2016 og University of California, Berkeley i 2019.
Peter Stein Larsens forfatterskab omfatter en række monografier og artikler om dansk og international litteratur, litteraturkritik og litteraturhistorie primært lyrik. Som anmelder af nyere dansk lyrik på Kristeligt Dagblad siden 1993 har han skrevet hundreder af anmeldelser.

## Andre aktiviteter
Peter Stein Larsen har været medlem af bestyrelsen for Nordisk Råds litteraturpris (2014-16), bestyrelsen for Forfatterskolen (2016-19), bedømmelseskomitéerne for Nordjysk Kulturpris (2015-) og Georg Brandes-Prisen inden for Kritikerlavet (2008-09 og 2012-15). Desuden har han været gæstelærer på Forfatterskolen i København.

## Udvalgte publikationer
- Lyriske linjer. Fem tendenser i nyere digtning (2018)
- Poesiens ekspansion. Om nordisk samtidslyrik (2015)
- Dansk samtidslyrik (red.) (2015)
- Lyrik på tværs Arkiveret 20. december 2016 hos  Wayback Machine (red.) (2013)
- Nattehimlens poetik. Studier i moderne nordisk lyrik Arkiveret 10. januar 2017 hos  Wayback Machine (2011)
- Kulturtrafik. Æstetiske udtryk i en global verden Arkiveret 20. december 2016 hos  Wayback Machine (red.) (2011)
- Drømme og dialoger. To poetiske traditioner omkring 2000 (2009) Doktordisputats.
- Interaktioner. Om kunstarternes produktive mellemværender Arkiveret 1. juli 2019 hos  Wayback Machine (red.) (2009)
- Stedet (red.)2008
- Litterære metamorfoser Arkiveret 1. juli 2019 hos  Wayback Machine (red.) (2005)
- Modernismens historie (red.) (2003)
- Modernistiske outsidere (1998)
- Digtets krystal (1997)